# U.S. Men's Clay Court Championships 2001
U.S. Men's Clay Court Championships 2001 — тенісний турнір, що проходив на ґрунтових кортах у місті Х'юстон, US з 30 квітня . Належав до категорії ATP International Series.

## Фінальна частина

### Одиночний розряд
Енді Роддік —  Лі Хьон Тхек 7–5, 6–3

### Парний розряд
Магеш Бгупаті /  Леандер Паес —  Кевін Кім /  Джим Томас 7–6(7–4), 6–2